# Chromi(III) nitrat
Chromi(III) nitrat là một hợp chất vô cơ có thành phần là nguyên tố chromi và nhóm nitrat (công thức: Cr(NO3)3), ngoài ra còn có lượng nước được ngậm khác nhau. Hợp chất này thông thường và phổ biến nhất tồn tại dưới dạng một chất rắn màu tím ngậm nước, ngoài ra còn có dạng màu xanh lá cây khi khan cũng thường được nhắc đến. Các hợp chất Chromi(III) nitrat thường ít có giá trị trong ngành thương mại, tuy vậy cũng chúng cũng được ứng dụng trong ngành nhuộm. Hợp chất phổ biến trong các phòng thí nghiệm nhằm mục đích tổng hợp các phức hợp điều hợp Chromi.

## Thuộc tính và điều chế
Muối khan tạo thành các tinh thể màu xanh lục và có độ hòa tan trong nước cao (trái ngược với hợp chất chromi(III) chloride khan hòa tan trong nước rất chậm trừ những điều kiện đặc biệt). Tại nhiệt độ 100 ℃, hợp chất này bị phân hủy. Dạng ngậm nước của chromi(III) nitrat có màu tím-đỏ cũng có tính chất hòa tan trong nước rất cao. Chromi(III) nitrat được sử dụng trong sản xuất chất xúc tác không có thành phần kim loại kiềm và là chất tẩy rửa.
Chromi(III) nitrat có thể được điều chế bằng cách hòa tan chromi(III) oxit trong axit nitric.

## Hợp chất khác
Cr(NO3)3 còn tạo một số hợp chất với NH3, như:
- Cr(NO3)3·4NH3·2H2O (chất rắn đỏ);
- Cr(NO3)3·5NH3·H2O (tinh thể đỏ cam);
- Cr(NO3)3·6NH3 (tinh thể vàng cam).[2]

Cr(NO3)3 còn tạo một số hợp chất với CO(NH2)2, như Cr(NO3)3·4CO(NH2)2·2H2O là tinh thể màu lục nhạt hay là tinh thể màu lục Cr(NO3)3·6CO(NH2)2 là tinh thể màu lục.